# Платоновка (Донецкая область)
Плато́новка (укр. Платонівка) — село в Северской городской общине Бахмутского района Донецкой области Украины.
Население по переписи 2001 года составляет 42 человека.
Близ села расположен ботанический заказник местного значения «Степь у села Платоновка».

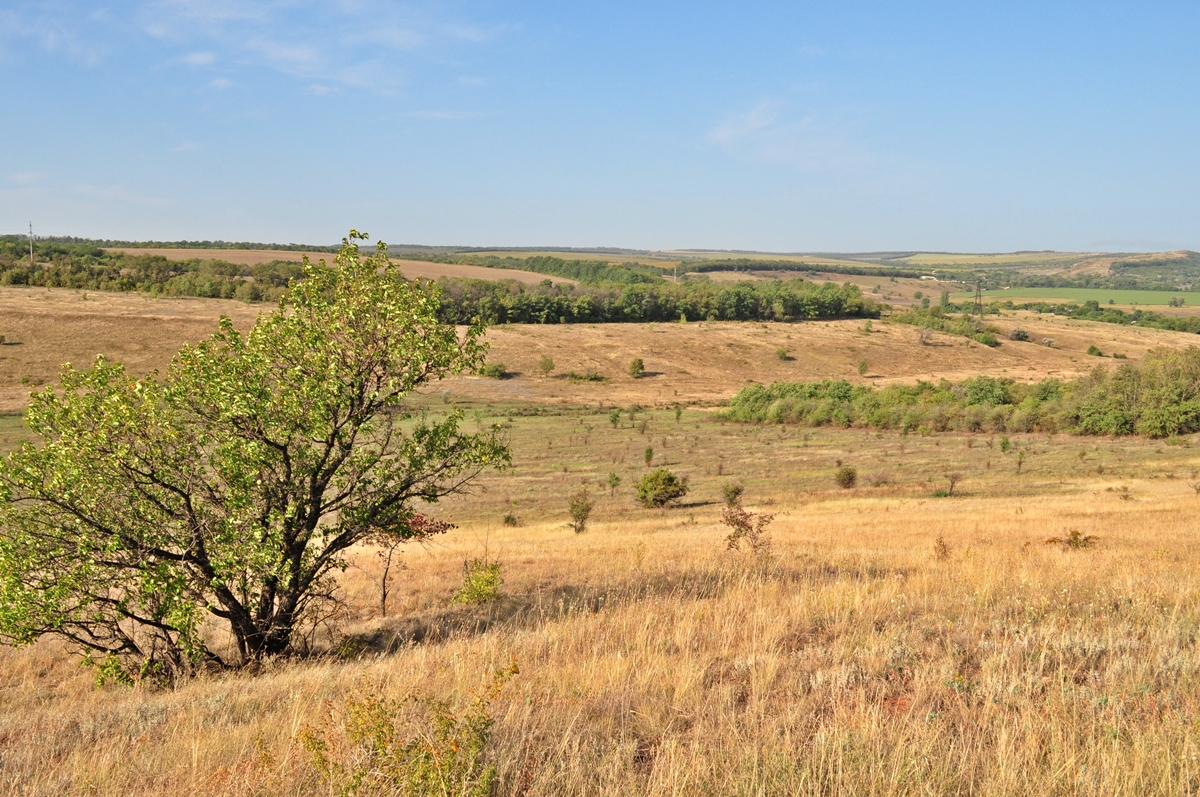
Степь у села Платоновка